# Drepanocladus austrostramineus
Drepanocladus austrostramineus är en bladmossart som först beskrevs av C. Müller in Neumayer, och fick sitt nu gällande namn av Brotherus och Jean Édouard Gabriel Narcisse Paris 1909. Drepanocladus austrostramineus ingår i släktet krokmossor, och familjen Amblystegiaceae. Inga underarter finns listade i Catalogue of Life.